# Christian Glienewinkel

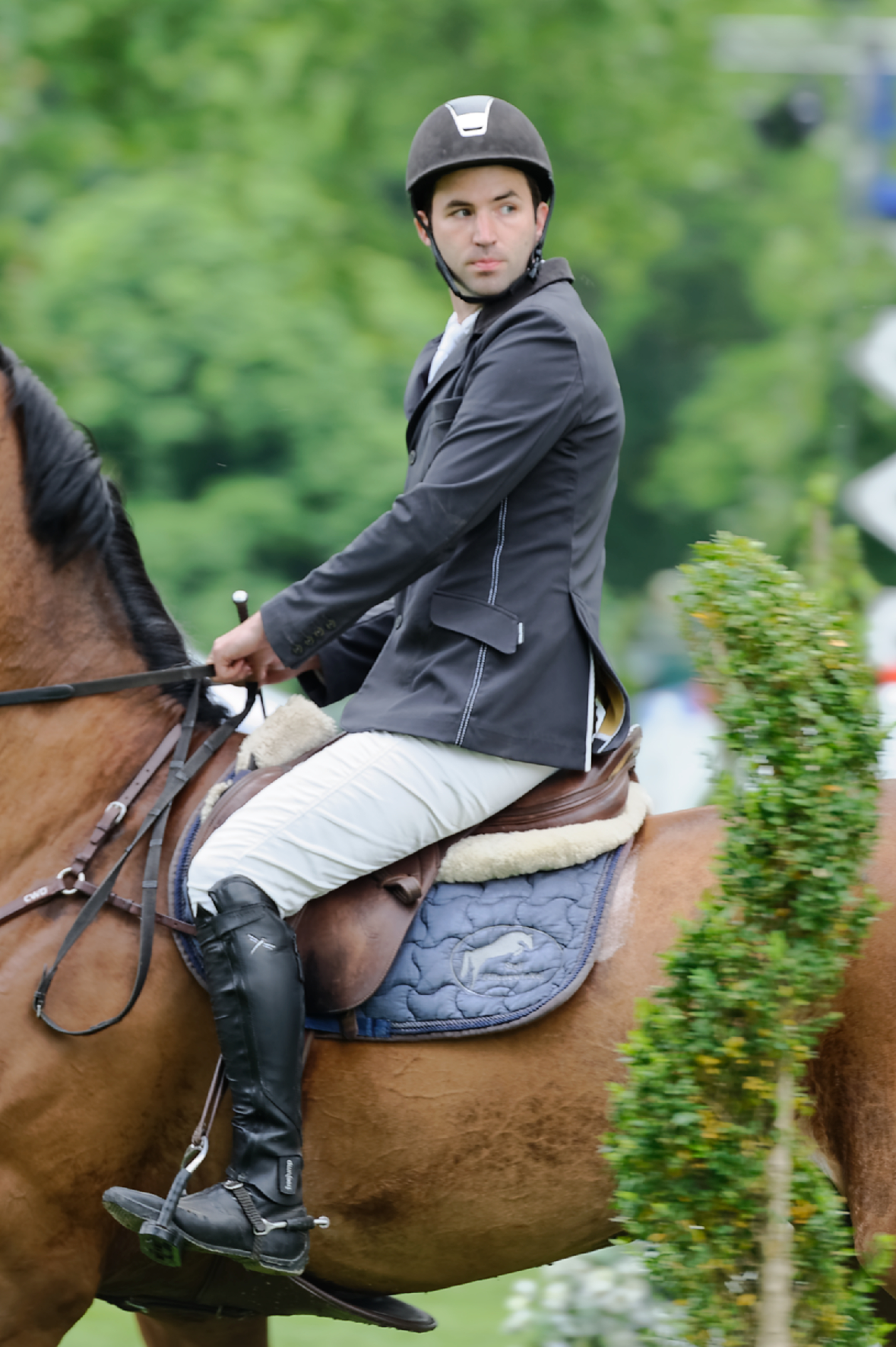
Christian Glienewinkel (2015)

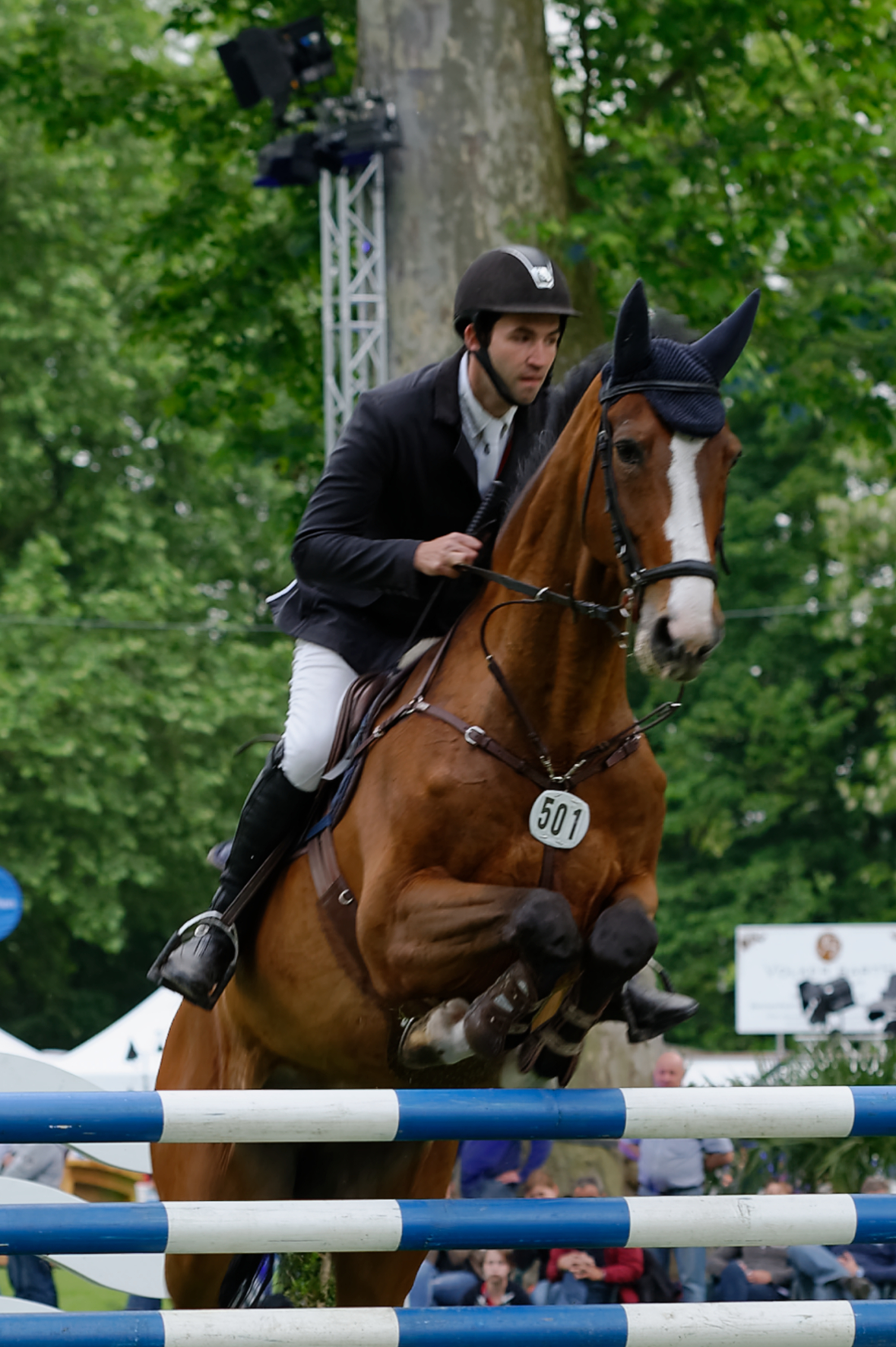
Christian Glienewinkel auf Professional Aircare beim Pfingstturnier Wiesbaden 2015

Christian Glienewinkel (* 15. Mai 1985 in Celle, Niedersachsen) ist ein Altenpfleger und Amateur-Springreiter mit bedeutenden Erfolgen im professionellen Bereich.

## Leben
Nach der Schulzeit absolvierte er eine Lehre als Pferdewirt, bevor er im familieneigenen Altersheim die Altenpflege erlernte. Seit Mai 2015 ist er verheiratet mit Ilka Glienewinkel, geb. Schmerglatt. Sie ist ebenfalls Altenpflegerin und Amateur-Springreiterin.
Im August 2013 erhielt er das goldene Reitabzeichen. Neben seiner Pflegediensttätigkeit bildet er Springpferde aus. Mit seinem Erfolgspferd, dem 2001 geborenen Hannoveraner Wallach Professional Aircare, gewann Christian Glienewinkel eine Vielzahl von Mächtigkeitsspringen mit Mauerhöhen von über zwei Metern. Mit anderen Pferden startet er in Springprüfungen bis hin zur schweren Klasse, auch in international ausgeschriebenen Prüfungen.
Erstmals 2011 nahm Glienewinkel mit Professional Aircare am Deutschen Springderby teil. Vier Jahre später, am 17. Mai 2015 gewannen er beide das mit 120.000 Euro dotierte 86. Deutsche Springderby in Hamburg mit einer Nullfehlerrunde, nachdem sie 2013 und 2014 bereits die Plätze acht und neun erreicht hatten. In 95 Jahren Derby-Geschichte war dies der 151. fehlerfreie Ritt.

## Aktuelle Pferde
- Professional Aircare
- Levisto`s Pleasure
- Pia Pacelli